# Майерс, Тим
Тимоти Эсмонд Майерс (англ. Timothy Esmonde Myers; 17 сентября 1990, Окленд, Новая Зеландия) — новозеландский футболист, защитник клуба «Три-Кингс Юнайтед» и сборной Новой Зеландии. Участник Олимпийских игр в Лондоне. Играет в центре или на левом краю защиты.

## Клубная карьера
Майерс — воспитанник клуба «Уаитакере Юнайтед». 1 ноября 2009 года в матче против «Кентербери Юнайтед» он дебютировал в ASB Премьершипе. 23 января 2010 года в поединке против «Янгхарт Манавату» Тим забил свой первый гол за «Уаитакере Юнайтед». В составе клуба Майерс пять раз стал чемпионом Новой Зеландии. В начале 2015 года Тим перешёл в «Тим Веллингтон». 8 февраля в матче против «Кентербери Юнайтед» он дебютировал за новую команду. 29 марта в поединке против «Хокс-Бей Юнайтед» Майерс забил свой первый гол за «Тим Веллингтон».
С лета 2015 года Майерс выступает за клуб Северной региональной футбольной лиги «Три-Кингс Юнайтед».

## Международная карьера
В 2007 году в составе юношеской сборной Новой Зеландии Майерс принял участие в юношеском чемпионате мира в Южной Корее.
4 июня 2012 года в матче Кубка наций ОФК против сборной Папуа — Новой Гвинеи Майерс дебютировал за сборную Новой Зеландии. Также на турнире он сыграл в поединках против хозяев сборной Соломоновых островов. Вместе со сборной Тим завоевал бронзовые медали.
В том же году Майерс в составе олимпийской сборной выиграл отборочный турнир и поехал на Олимпийские игры в Лондон. На турнире он сыграл в матче против команды Бразилии.

## Достижения
Командные
 «Уаитакере Юнайтед»
- Чемпионат Новой Зеландии по футболу — 2007/08
- Чемпионат Новой Зеландии по футболу — 2009/10
- Чемпионат Новой Зеландии по футболу — 2010/11
- Чемпионат Новой Зеландии по футболу — 2011/12
- Чемпионат Новой Зеландии по футболу — 2012/13

- ASB Phoenix Challenge — 2010
- ASB Charity Cup — 2012

Международные
 Новая Зеландия
- Кубок наций ОФК — 2012

 Новая Зеландия (до 20)
- Чемпионат ОФК среди молодёжных команд — 2008

 Новая Зеландия (до 17)
- Чемпионат ОФК среди юношеских команд — 2007